# Alessandro Marcello (politico)
Alessandro Marcello (Venezia, 14 marzo 1813 – Badoere, 23 maggio 1871) è stato un politico italiano, podestà di Venezia dal 1857 al 1859.

## Biografia
Alessandro Marcello nacque il 14 marzo 1813 da Girolamo, esponente della famiglia veneziana dei Marcello, e da Teresa Albrizzi.

Tra il 1848 e il 1849 fu intendente generale dell'Armata della Repubblica di Venezia

e partecipò ai moti rivoluzionari del 1848 con Daniele Manin durante la resistenza di Venezia contro l'Austria.

Nel 1853 fu espulso dal governo austriaco che lo esiliò a Corfù. Successivamente amnistiato, venne nominato il 14 agosto 1857  Podestà di Venezia, ricoprendo la carica fino al 1859.
Durante il suo breve mandato acquistò il Fondaco dei Turchi, che verrà poi restaurato dal successore Pier Luigi Bembo.
Il 14 ottobre del 1858, nella Basilica dei Santi Giovanni e Paolo, sposò Andriana Zon, che sarebbe poi divenuta dama di compagnia della Regina Margherita..  La famiglia Zon era proprietaria di una villa nel trevigiano, oggi nota come Villa Marcello.
Dalla moglie Alessandro ebbe sette figli: Girolamo, Andrea, Teresa Teodora, Giacomo Antonio e Nicolò Giuseppe.
Dal 22 marzo 1867 al 2 novembre 1870 fu deputato del Regno d'Italia durante la X legislatura.

Morì nel 1871.
Nel 1950 venne pubblicato postumo un suo scritto sulla rivoluzione del 1848.